# Puente Birchenough
Puente Birchenough (Birchenough Bridge en inglés) es el nombre tanto de un puente sobre el río Save (pronunciado Sa've), como de un pueblo situado junto al puente, en el país africano de Zimbabue. Se encuentra a 62 km de Chipinge, en la provincia de Manicaland, conectando Mutare con Masvingo.
El puente fue financiado y planificado por el Beit Trust, una fundación presidida en aquel tiempo por Sir Henry Birchenough, a quien debe su nombre la estructura, y cuyas cenizas están enterradas debajo del puente.

## Historia
El puente fue financiado (con un coste de 145.000 libras) y planificado por el Beit Trust. Ralph Freeman, el diseñador del puente, también fue el diseñador estructural del puente de la bahía de Sídney y, en consecuencia, los dos puentes guardan un gran parecido, aunque el de Birchenough tiene solo dos tercios de la longitud del puente australiano. Fue construido por la compañía británica Dorman Long, y se terminó en 1935. Con una longitud de 329 m (1.080 pies), en ese momento era el tercer puente de un solo arco con tablero suspendido más largo del mundo.
En la década de 1970 se impuso un límite de carga de 40 toneladas al puente, pero en 1984 se amplió su calzada (que pasó de 7,2 m a 10 m de anchura) y se reforzó como parte del Proyecto de Carretera Uno de Banco Mundial. El pueblo que surgió junto al puente se ha convertido en el centro de una pequeña zona agrícola.
Los zimbabuenses consideran que el puente es una de las mejores obras de ingeniería del país y, como tal, aparece en la moneda de veinte céntimos. El Departamento de Carreteras de Zimbabue ha reducido su capacidad de carga, de manera que no se permite el paso de vehículos que pesen más de 25 toneladas. Esta restricción ha implicado la reducción de las actividades comerciales en las áreas cercanas.